# デジタルペーパー

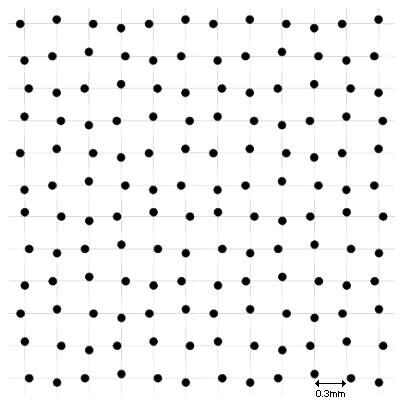
ドットパターンのイメージ

デジタルペーパー（英語: Digital paper）は、インタラクティブペーパー（英語: interactive paper）とも呼ばれる。手書きのデジタルドキュメントを作成するためにデジタルペンと組み合わせて使用されるパターン化された用紙。印刷されたドットパターンは、紙の位置座標を一意に識別する。デジタルペンはこのパターンを使用して手書きを保存し、コンピューターにアップロードする。

## 紙

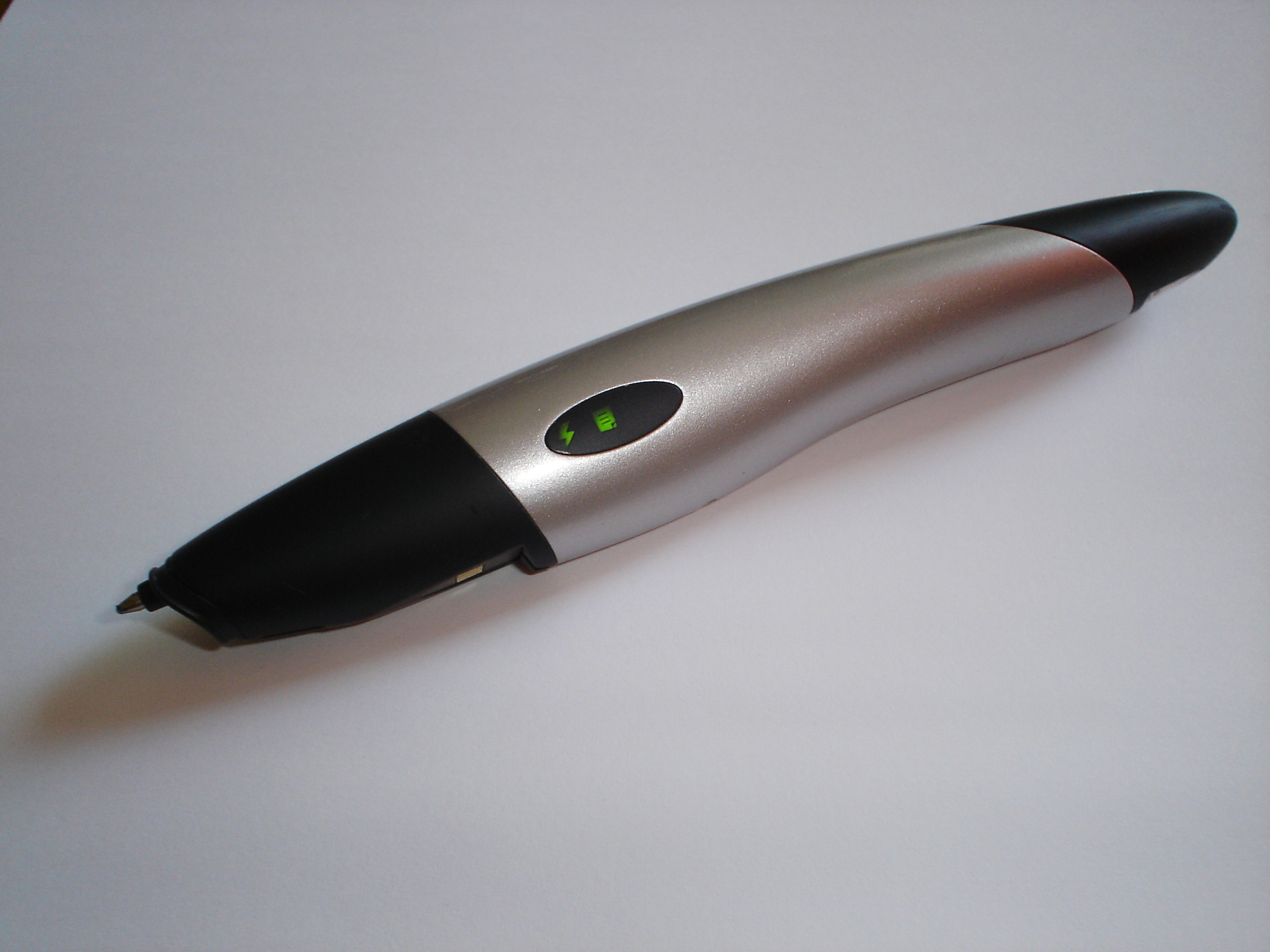
デジタルペンに内蔵された光センサーがパターンを読込む

ドットパターンは一種の2次元バーコードである。最も一般的なのは、独自のAnotoドットパターン。Anotoドットパターンでは、紙は約0.3 mmの間隔でグリッドに分割され、ドットは4つの方向のいずれかでわずかにオフセットされた各交差点の近くに印刷される。ペンのカメラは通常6x6のドットグループを記録する。完全なパターンは、669,845,157,115,773,458,169ドットで構成され、460万km²を超える領域を含むと主張されている（これは、73兆枚のレターサイズの用紙に相当する）。
完全なパターン空間はさまざまなドメインに分割され、これらのドメインを使用して、紙の種類を定義したり、紙の目的を示したりすることができる（たとえば、メモの書式設定、パーソナルプランナー、ノートブック紙、付箋紙など）。
Anotoドットパターンは、少なくとも600 dpiの解像度の標準的な印刷プロセスとカーボンベースの黒インクを使用して、ほぼすべての用紙に印刷できる。紙は、一辺が2mmを超える任意の形状またはサイズにすることができる。インクは、デジタルペンから送信された赤外光を吸収し、ペンには、紙から反射した光のパターンを解釈する受信機が含まれている。非炭素ベースの黒を含む他の色のインクを使用して、ユーザーには表示され、ペンには表示されない情報を印刷できる。